# Германски аерокосмически център
Германският аерокосмически център (на немски: Deutsches Zentrum für Luft- und Raumfahrt e.V. – DLR) е националният изследователски център за авиация и космически полети на Германия.
Неговите проекти за изследване и развитие са включени в международни кооперативни програми. Бюджета на агенцията възлиза на около 846 млн. евро.

## Проекти
- Марс експрес
- Навигационна система Галилео